# Муравьёв, Алексей Владимирович
Алексе́й Влади́мирович Муравьёв (род. 1 августа 1969, Москва, РСФСР, СССР) — российский историк-востоковед (сиролог, эфиопист, картвелолог), религиовед, специалист по истории восточного христианства, публицист. Доктор исторических наук (2021), профессор Школы исторических наук НИУ ВШЭ, старший научный сотрудник Института всеобщей истории РАН (1992—2023), и.о. заведующего кафедрой Центральной Азии и Кавказа ИСАА МГУ имени М. В. Ломоносова (в 2024-2025).

## Биография
Родился 1 августа 1969 года в Москве в семье филолога, переводчика и литературоведа Владимира Сергеевича Муравьёва. Внук литературоведа Ирины Игнатьевны Муравьёвой и философа, культуролога, писателя и эссеиста Григория Соломоновича Померанца. Как отмечал про себя сам, «я вырос в семье потомственных филологов».
В детстве Алексей Муравьёв снялся в телесериале «Гостья из будущего», где сыграл роль школьника Бори Мессерера — одноклассника главного героя. Окончил школу № 31 Краснопресненского района в Москве.
В 1992 году окончил филологический факультет МГУ по кафедре классической филологии. Занимался востоковедными дисциплинами во Франции, Англии и Германии. Работал с известным востоковедом М. ван Эсбруком во Франции и Германии. В 1995 году в Институте всеобщей истории РАН защитил диссертацию на соискание учёной степени кандидата исторических наук по теме «Юлиан Отступник и ранневизантийская политическая теория в IV—V вв.» (Специальность — 07.00.03 «Всеобщая история (соответствующего периода»).
С 1992 по 2022 год работал в Институте Всеобщей истории РАН. С 2014 по 2023 год был доцентом, затем — профессором НИУ ВШЭ. С 2024 года — профессор Института стран Азии и Африки МГУ имени М. В. Ломоносова.
Член редакционной коллегии журнала РАН «Вестник древней истории». До 2013 года секретарь редакционной коллегии, с 2013 года — член редакционного совета журнала РАН «Христианский Восток» (Государственный Эрмитаж). Член Управляющего Совета Ассоциации российских религиоведческих центров. Член Международного общества сирийских исследований (Париж). С 2003 года — член Института высших исследований (Принстон, США).
10 сентября 2021 года в НИУ ВШЭ защитил диссертацию на соискание учёной степени доктора исторических наук по теме «Западные сирийцы и сложение Христианского Востока в VI веке» (специальность 07.00.03 — всеобщая история (история Средневекового Востока, история Византии).
В 2013—2014 годах Алексей Муравьёв написал серию публицистических философско-исторических статей для сайта «Полит.ру», проект «Русская политейя». В 2016 году проводил старообрядческие онлайн-лекции.
Был в 2002—2004 годы прихожанином РПЦЗ, затем — РПАЦ . С 2004 года старообрядец Белокриницкого согласия (РПСЦ). Был в 2004—2014 годах заместителем директора Московского духовного училища Русской православной старообрядческой церкви. В 2008 —2016 годах — член Учебного Совета Митрополии Русской православной старообрядческой церкви. Женат, имеет двоих детей.

## Научные публикации
- Библиография размещена на сайте Academia.edu[18].

## Публицистика
- Рецензия на A. Grillmeier. «Jesus der Christus im Glauben der Kirche» Band 2/3. Die Kirchen von Jerusalem und Antiochien nach 451 bis 600.
- Публикации в «Отечественных записках»
- Статьи и лекции на Полит.ру

## Учебники
- Основы православной культуры. 4 класс: Учебник для общеобразовательных организаций. — М.: Просвещение, 2013. — 159 с. — (Основы духовно-нравственной культуры народов России). — (Основы религиозных культур и светской этики). — (Перспектива). — (ФГОС). — ISBN 978-5-09-019030-5.
- Основы духовно-нравственной культуры народов России. Основы религиозных культур и светской этики. Основы православной культуры. 4 класс: Учебник для общеобразовательных организаций. — 2-е изд. — М.: Просвещение, 2014. — 159 с. — (Перспектива). — (ФГОС). — ISBN 978-5-09-031956-0.